# Хаста уттанасана
Хаста уттанасана (прогиб назад, поза арки) — асана в йоге. Входит в комплекс Сурья-намаскара. Позволяет вытянуть позвоночник по всей длине, раскрыть грудную клетку, раскрепостить плечи и укрепить мышцы рук.

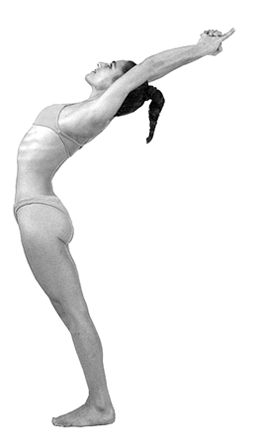

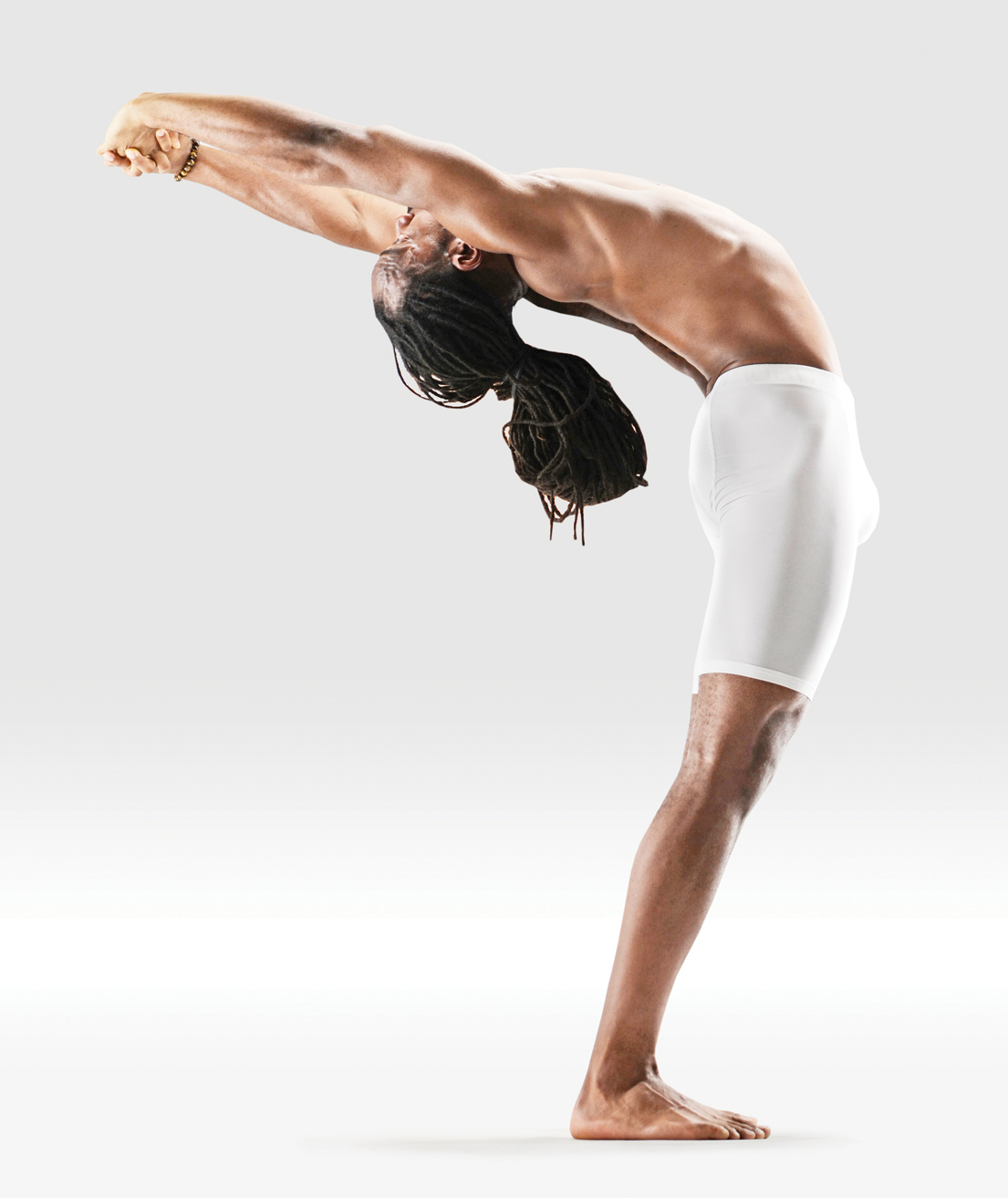

## Название
В переводе с санскрита «хаста» — «рука», «уттана» — «интенсивное удлинение или вытяжение» («ut» интенсивное, «tan» растяжение), «асана» — «поза».

## Польза
Утверждается, что асана укрепляет и тонизирует тело, усиливает кровоснабжение, восстанавливает структуру позвоночника. Кроме того, благодаря вытяжению передней поверхности тела стимулируется работа внутренних органов и может улучшится обмен веществ. Раскрытие грудного отдела увеличивает объём лёгких и повышает эффективность дыхания.
Согласно медицинским исследованиям 2022 года, хаста уттанасана помогает сокращать и расширять мышцы, что увеличивает приток крови к почкам. Это может помочь в вымывании токсинов из организма.

## Техника выполнения
Из положения стоя (тадасана) поднять руки вверх, параллельно друг другу. Мышцы живота напряжены, а ягодицы и мышцы спины расслаблены; копчик следует подвернуть под себя, убрав поясничный прогиб.
Совершить прогиб назад, вытянув грудной отдел вверх и назад по дуге; вес тела находится в середине стоп.
Плечи отведены в стороны и вниз.